# شمال حقیقی

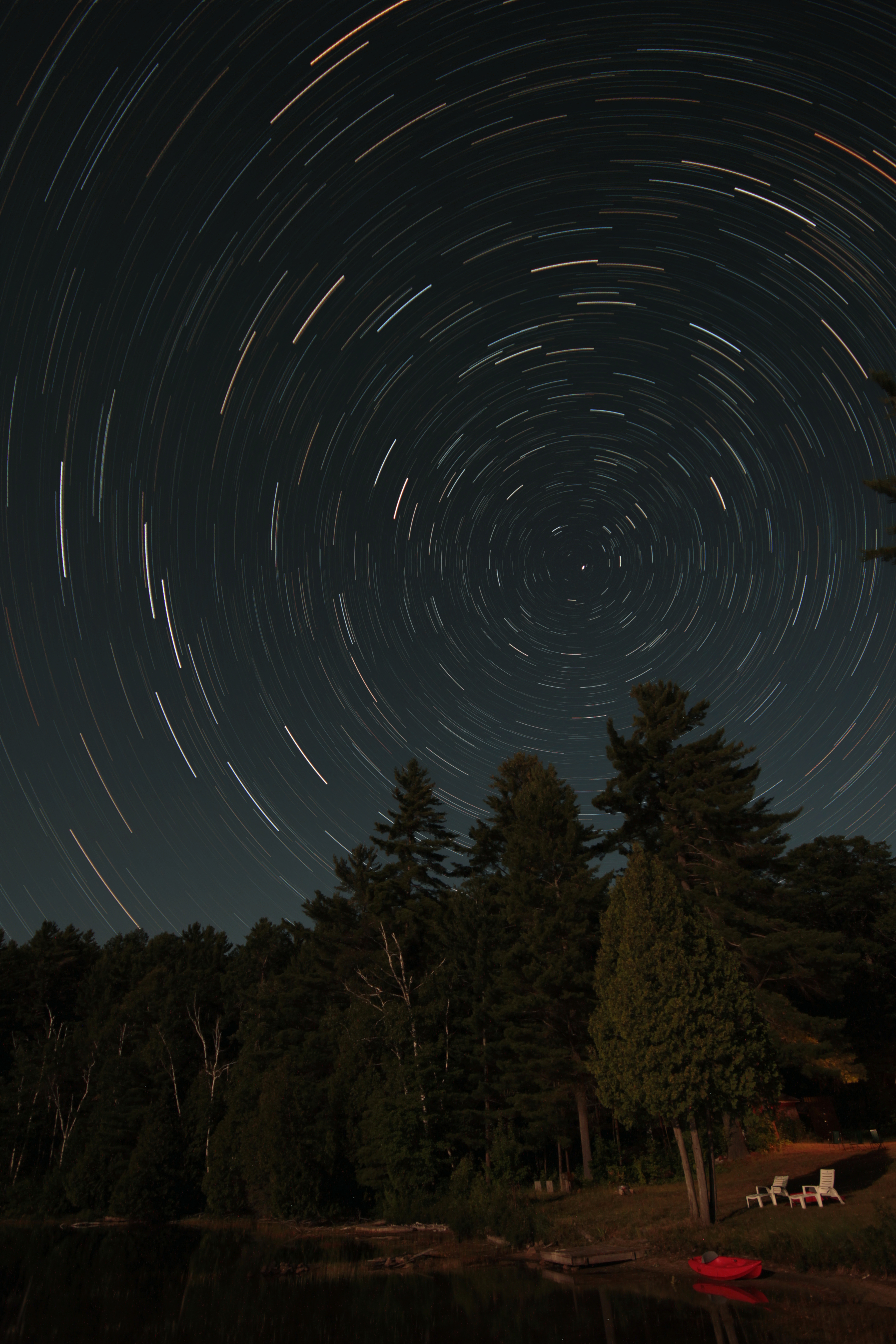
هنگامی‌که یک‌عکس در مدت زمان طولانی گرفته می‌شود، به‌نظر می‌رسد ستاره‌ها در یک‌نقطه در آسمان شمالی نزدیک به نقطه‌ای که ستاره قطبی، قابل مشاهده است، ناپدید می‌گردند.

شمال جغرافیایی جهت قطب شمال جغرافیایی محلی است که محور گردش زمین سطح آن‌را قطع می‌کند. هر نقطه‌ای در سطح زمین که امتداد مستقیم آن به قطب شمال جغرافیایی برسد، شمال جغرافیایی یا شمال حقیقی یا شمال واقعی نامیده می‌شود. همه خطوط طول جغرافیایی، خطوط شمال واقعی هستند.
قطب شمال زمین (بر خلاف قطب جنوب) هیچ جزیره و خشکی‌ای ندارد و در میان آب قرار گرفته است.
جهت شمال جغرافیایی را می‌توان به‌وسیلهٔ ستاره قطبی در آسمان شب یافت.
شمال جغرافیایی در مقابل قطب مغناطیسی شمال به‌کار می‌رود. بنابراین شمال حقیقی زمین از جهتی که قطب‌نماهای معمولی نشان می‌دهند، مقداری فاصله دارد.
زاویه بین شمال حقیقی و شمال مغناطیسی، «میل مغناطیسی» نامیده می‌شود. برخی نقشه‌ها تفاوت شمال حقیقی و شمال مغناطیسی را مشخص می‌کنند.
قطب‌نمای ژیروسکوپی -بر خلاف قطب‌نماهای عادی- همواره جهت شمال حقیقی را نشان می‌دهد، نه شمال مغناطیس را؛ زیرا به مغناطیس وابستگی ندارد.